# For Whom the Bell Tolls (chanson)
Pour les articles homonymes, voir Pour qui sonne le glas (homonymie).
Singles de Metallica
Creeping Death
(1984) Master of Puppets
(1986)
For Whom The Bell Tolls (« Pour qui sonne le glas » en français) est la piste 3 de l'album Ride the Lightning du groupe Metallica.
Elle est également disponible sur l'album live S&M. En concert, le bassiste joue un long solo de basse avant de commencer la chanson.
Le solo de guitare en début de piste est une reprise du solo final de Fairies Wear Boots de Black Sabbath.
La chanson a également été reprise dans le générique de début du film Bienvenue à Zombieland sorti en 2009.
Ce titre a également été repris dans l'EP Tulimyrsky du groupe de Folk metal finlandais Moonsorrow, sorti en 2008.
Le titre a été repris par le groupe de power metal Sabaton sur l'album Heroes, sorti en 2014, avec une mélodie propre au groupe, au son plus grave mais mélodieux. 
For Whom The Bell Tolls a aussi été utilisée à la WWE pour introduire l'entrée de Triple H à WrestleMania XXVII.
Le groupe de drone metal américain Sunn O))) a également interprété For Whom The Bell Tolls sur leur album Flight of the Behemoth, sous le nom de F.W.T.B.T.
La chanson a été reprise pour le générique de fin du film d'horreur The Devil's Candy, sorti en 2015. Elle est également présente dans Triple frontière (2019).
Le titre et les paroles de la chanson sont en référence avec le roman éponyme écrit par Ernest Hemingway.

## Composition du groupe
- James Hetfield : guitare rythmique et chants
- Lars Ulrich : batterie
- Cliff Burton : basse
- Kirk Hammett : guitare solo